# Tupik (stacja kolejowa)
Tupik (ros. Тупик) – węzłowa stacja kolejowa w miejscowości Kozielsk, w rejonie kozielskim, w obwodzie kałuskim, w Rosji. Węzeł linii Smoleńsk – Tuła z linią do Bielowa.